# Eugène Rousseau
Eugène Marsille Rousseau (asi 1810 – 1870) byl francouzský a americký šachový mistr, na počátku čtyřicátých let 19. století nejsilnější hráč v New Orleansu.
Rousseau pocházel z Francie a byl vzdáleným příbuzným Jeana-Jacquese Rousseaua. V roce 1839 prohrál v pařížské kavárně Café de la Régence s Lionelem Kieseritzkym tzv. zápas o stu partiích. Roku 1841 odjel do USA, usadil se v New Orleansu a sehrál zde dva zápasy s Johnem Williamem Schultenem. První zápas prohrál 10:11 (=0), ale již ve druhém zvítězil 7:4 (=0). Když pak Schultena porazil v roce 1843 13:8 (=0), začal být považován za nejsilnějšího amerického hráče.
Velký soupeř však Rousseauovi vyrostl v nejlepším hráči v New Yorku, kterým byl Charles Henry Stanley. Proto byl v prosinci roku 1845 v New Orleansu zorganizován jejich vzájemný zápas, ve kteréme Stanley zvítězil v poměru 15:8 (=8) a byl všeobecně uznán jako první mistr USA v šachu. Stanley tento zápas popsal v knize Thirty-one games at chess (1846, Třicet jedna šachových partií), což je první americká kniha, popisující šachový zápas. Rousseaovým sekundantem v zápase byl Eugene Morphy, strýc tehdy osmiletého Paula Morphyho, který zápas sledoval a díky kterému se začal ještě více zajímat o šachy.
V rozmezí let 1849-1850 sehrál Rousseau v New Orleansu přes padesát partií se začínajícm Paulem Morphym, který vyhrál většinu z nich. Roku 1850 prohrál Rousseau zápas s Johannem Jacobem Löwenthalem 0:5. Roku 1867 se zúčastnil mezinárodního šachového turnaje v Paříži a skončil zde na posledním třináctém místě se ziskem pěti bodů z dvaceti čtyř možných. Porazil však druhého v pořadí Simona Winawera (turnaj vyhrál Ignaz Kolisch).
Rousseau zemřel roku 1870. Je po něm pojmenován tzv. Rousseaův gambit 1. e4 e5 2. Jf3 Jc6 3. Sc4 f5.